# Línea del Imperio

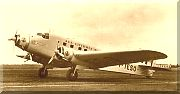
Savoia-Marchetti SM.75 "Marsupiale", usado desde 1939 en la "Línea dell'Impero"

La Línea del Imperio (en italiano: Linea dell'Impero) era la ruta más larga volada por la línea aérea italiana Ala Littoria en los años que precedieron a la Segunda Guerra Mundial. El vuelo conectaba Italia con las colonias del África Oriental Italiana

## Historia y datos
La "Linea dell'Impero" fue considerada la ruta aérea italiana más prestigiosa de la época. Conectó Roma con Addis Abeba , Etiopía y Mogadiscio en la extinta Somalia italiana desde 1936, y que a partir de 1939 podía ser realizada sin un cambio del avión. La ruta era una conexión política y simbólica dominante entre Roma, la "capital del imperio de Italia", y las colonias de Italia en Libia y África del este.
La ruta se realizó inicialmente en tres días y medio de vuelo diurno y la frecuencia fue de cuatro vuelos por semana en ambas direcciones en 1936. Más adelante desde Addis Ababa había tres vuelos a la semana que continuaron a Mogadiscio.
En 1939 se redujo el tiempo necesario para recorrer la ruta con la introducción del nuevo trimotor Savoia-Marchetti SM.75 , un avión que no requería cambio de aeronave. El vuelo duró sólo dos días y conectó Roma con Trípoli-El Cairo-Kassala-Asmara-Addis Abeba-Mogadiscio. A principios de 1940 fue la ruta más rápida y larga en África y la línea más prestigiosa de la aviación civil italiana.
En el verano de 1940, con el inicio de la Segunda Guerra Mundial, la ruta fue militarizada y controlada por el Comando Servizi Aerei Speciali. En los primeros meses de 1941 se cerró definitivamente cuando Italia perdió todo el África Orientale Italiana, conquistado por tropas británicas y de la Commonwealth.